# EL/M 2032
O EL/M-2032 é um radar avançado de pulso Doppler, multimodo, radar de controle de tiro com antena plana, desenvolvido para aeronaves de caça multifuncionais, originado do projeto Lavi. Ele é adequado para modos ar-ar e ar-superfície.
Em 2009, a Elta integrou este sistema de radar nas aeronaves Sea Harrier, A-4, F-4, F-5, F-16, FA-50, Mirage, Tejas Mk 1 e MiG-21.

## Especificações
- Peso: Peso máximo de 100 kg (220 lb)[1]
- Desempenho: Alcance máximo para alvos ar-ar - 222 km (120 nm),[3] Alcance máximo para alvos ar-solo - 222 km (120 nm),[3] Alcance máximo para alvos ar-mar - 370 km (200 nm)[3]